# Coupe de France de football 1973-1974
Navigation
Coupe de France 1972-1973 Coupe de France 1974-1975
La Coupe de France 1973-1974 est la 57e édition de la coupe de France, et a vu l'AS Saint-Étienne l'emporter sur l'AS Monaco en finale, le 8 juin 1974, sur le score de deux buts à un.
C'est la quatrième Coupe de France remportée par les « Verts » qui réalisent également le doublé coupe-championnat, qualifiant l'AS Monaco en Coupe d'Europe des vainqueurs de coupes.

## Trente-deuxièmes de finale
| Division        | Club                         | Score              | Club                   | Division        |
| --------------- | ---------------------------- | ------------------ | ---------------------- | --------------- |
| Division 2 (D2) | AC Ajaccio                   | 2 - 1              | AC Arles               | Division 2 (D2) |
| Division 1 (D1) | Olympique lyonnais           | 4 - 1              | FC Chalon-sur-Saône    | Division 3 (D3) |
| Division 1 (D1) | FC Metz                      | 2 - 0              | Amicale de Lucé        | Division 3 (D3) |
| Division 1 (D1) | AS Monaco FC                 | 4 - 0              | Montpellier LSC        | Division 3 (D3) |
| Division 3 (D3) | AS Strasbourg                | 0 - 3              | AS Nancy-Lorraine      | Division 1 (D1) |
| Division 1 (D1) | FC Nantes                    | 3 - 1              | Stade rennais FC       | Division 1 (D1) |
| Division 1 (D1) | Nîmes Olympique              | 1 - 0              | Stade brestois         | Division 2 (D2) |
| Division 2 (D2) | Paris Saint-Germain FC       | 1 - 0              | US Dunkerque           | Division 2 (D2) |
| Division 1 (D1) | Stade de Reims               | 2 - 1 a.p.         | Red Star FC            | Division 2 (D2) |
| Division 2 (D2) | FC Rouen                     | 3 - 2 a.p.         | SC Amiens              | Division 3 (D3) |
| Division 1 (D1) | AS Saint-Étienne             | 3 - 1              | FC Gueugnon            | Division 2 (D2) |
| Division 1 (D1) | FC Sochaux-Montbéliard       | 4 - 3              | FCS Koenigshoffen      | Division 3 (D3) |
| Division 1 (D1) | RP Strasbourg-Meinau         | 2 - 1              | EDS Montluçon          | Division 2 (D2) |
| Division 2 (D2) | US Toulouse                  | 2 - 1              | Paris FC               | Division 1 (D1) |
| Division 3 (D3) | FC Tours                     | 3 - 2 a.p.         | ES La Rochelle         | Division 2 (D2) |
| Division 1 (D1) | Troyes AF                    | 1 - 0              | US Nœux-les-Mines      | Division 3 (D3) |
| Division 2 (D2) | FC Lorient                   | 1 - 0              | Évreux AC              | Division 3 (D3) |
| Division 2 (D2) | Lille OSC                    | 2 - 0              | AS Aulnoye             | Division 3 (D3) |
| Division 1 (D1) | RC Lens                      | 2 - 1              | CS Sedan-Ardennes      | Division 1 (D1) |
| Division 3 (D3) | Olympique d'Alès-en-Cévennes | 4 - 2              | US Tavaux-Damparis     | Division 3 (D3) |
| Division 1 (D1) | Angers SCO                   | 6 - 1              | FCM Garges-lès-Gonesse |                 |
| Division 2 (D2) | Olympique avignonnais        | 4 - 0              | CA Le Puy-en-Velay     | DH (D4)         |
| Division 1 (D1) | SEC Bastia                   | 3 - 0              | SC Toulon              | Division 2 (D2) |
| Division 3 (D3) | US Baume-les-Dames           | 3 - 1 a.p.         | AS Yerres              | PH (D6)         |
| DH (D4)         | Aviron bayonnais FC          | 2 - 0              | CO Cerizay             | DH (D4)         |
| Division 2 (D2) | AS Béziers                   | 1 - 0 a.p.         | Olympique de Marseille | Division 1 (D1) |
| Division 1 (D1) | FC Girondins de Bordeaux     | 1 - 0 a.p.         | Stade quimpérois       | Division 3 (D3) |
| Division 2 (D2) | USG Boulogne-sur-Mer         | 2 - 0              | USM Malakoff           | Division 3 (D3) |
| Division 2 (D2) | AS Cannes                    | 1 - 1 a.p.         | OGC Nice               | Division 1 (D1) |
| Division 2 (D2) | LB Châteauroux               | 1 - 1 a.p.         | SA Épinal              | Division 3 (D3) |
| Division 2 (D2) | Stade lavallois              | 1 - 1 a.p.         | AS Angoulême           | Division 2 (D2) |
| Division 2 (D2) | US Valenciennes-Anzin        | 1 - 0              | Entente Chaumont AC    | Division 2 (D2) |
| Matches rejoués |                              |                    |                        |                 |
| Division 2 (D2) | AS Cannes                    | 0 - 0 a.p. 4-1 tab | OGC Nice               | Division 1 (D1) |
| Division 2 (D2) | LB Châteauroux               | 2 - 1 a.p.         | SA Épinal              | Division 3 (D3) |
| Division 2 (D2) | Stade lavallois              | 0 - 0 a.p. 5-4 tab | AS Angoulême           | Division 2 (D2) |

## Seizièmes de finale
| Division        | Club                         | Aller | Total | Retour     | Club                     | Division        |
| --------------- | ---------------------------- | ----- | ----- | ---------- | ------------------------ | --------------- |
| Division 2 (D2) | FC Rouen                     | 1 - 0 | 1 - 0 | 0 - 0      | RC Lens                  | Division 1 (D1) |
| Division 1 (D1) | AS Nancy-Lorraine            | 1 - 2 | 3 - 4 | 2 - 2      | Paris Saint-Germain FC   | Division 2 (D2) |
| Division 1 (D1) | FC Nantes                    | 1 - 0 | 1 - 0 | 0 - 0      | Nîmes Olympique          | Division 1 (D1) |
| Division 3 (D3) | FC Tours                     | 1 - 1 | 2 - 3 | 1 - 2      | FC Metz                  | Division 1 (D1) |
| Division 1 (D1) | Troyes AF                    | 2 - 2 | 2 - 4 | 0 - 2 a.p. | Olympique lyonnais       | Division 1 (D1) |
| Division 2 (D2) | LB Châteauroux               | 0 - 2 | 1 - 5 | 1 - 3      | RP Strasbourg-Meinau     | Division 1 (D1) |
| Division 2 (D2) | FC Lorient                   | 0 - 0 | 2 - 3 | 2 - 3 a.p. | SEC Bastia               | Division 1 (D1) |
| Division 3 (D3) | US Baume-les-Dames           | 1 - 4 | 1 - 5 | 0 - 1      | Angers SCO               | Division 1 (D1) |
| Division 2 (D2) | US Toulouse                  | 0 - 0 | 3 - 0 | 3 - 0      | FC Girondins de Bordeaux | Division 1 (D1) |
| Division 2 (D2) | USG Boulogne-sur-Mer         | 0 - 2 | 0 - 4 | 0 - 2      | AS Saint-Étienne         | Division 1 (D1) |
| Division 2 (D2) | AC Ajaccio                   | 2 - 0 | 2 - 0 | 0 - 0      | AS Béziers               | Division 2 (D2) |
| Division 2 (D2) | US Valenciennes-Anzin        | 2 - 2 | 3 - 6 | 1 - 4      | Stade de Reims           | Division 1 (D1) |
| DH (D4)         | Aviron bayonnais FC          | 0 - 0 | 0 - 1 | 0 - 1 a.p. | AS Cannes                | Division 2 (D2) |
| Division 2 (D2) | Lille OSC                    | 0 - 0 | 0 - 2 | 0 - 2      | FC Sochaux-Montbéliard   | Division 1 (D1) |
| Division 2 (D2) | Olympique avignonnais        | 0 - 0 | 0 - 1 | 0 - 1      | Stade lavallois          | Division 2 (D2) |
| Division 3 (D3) | Olympique d'Alès-en-Cévennes | 0 - 3 | 2 - 6 | 2 - 3      | AS Monaco FC             | Division 1 (D1) |

## Huitièmes de finale
| Division        | Club        | Aller | Total | Retour | Club                   | Division        |
| --------------- | ----------- | ----- | ----- | ------ | ---------------------- | --------------- |
| Division 1 (D1) | SEC Bastia  | 3 - 1 | 6 - 2 | 3 - 1  | Stade lavallois        | Division 2 (D2) |
| Division 2 (D2) | AC Ajaccio  | 2 - 3 | 3 - 4 | 1 - 1  | FC Sochaux-Montbéliard | Division 1 (D1) |
| Division 1 (D1) | Angers SCO  | 2 - 0 | 2 - 4 | 0 - 4  | AS Saint-Étienne       | Division 1 (D1) |
| Division 2 (D2) | US Toulouse | 1 - 4 | 1 - 9 | 0 - 5  | Stade de Reims         | Division 1 (D1) |
| Division 1 (D1) | FC Metz     | 0 - 2 | 1 - 4 | 1 - 2  | Paris Saint-Germain FC | Division 2 (D2) |
| Division 1 (D1) | FC Nantes   | 1 - 0 | 2 - 0 | 1 - 0  | RP Strasbourg-Meinau   | Division 1 (D1) |
| Division 2 (D2) | FC Rouen    | 0 - 3 | 1 - 6 | 1 - 3  | AS Monaco FC           | Division 1 (D1) |
| Division 2 (D2) | AS Cannes   | 1 - 2 | 2 - 7 | 1 - 5  | Olympique lyonnais     | Division 1 (D1) |

## Quarts de finale
| Division        | Club                   | Aller | Total | Retour         | Club                   | Division        |
| --------------- | ---------------------- | ----- | ----- | -------------- | ---------------------- | --------------- |
| Division 1 (D1) | AS Monaco FC           | 2 - 0 | 2 - 1 | 0 - 1          | SEC Bastia             | Division 1 (D1) |
| Division 2 (D2) | Paris Saint-Germain FC | 0 - 5 | 2 - 7 | 2 - 2          | Stade de Reims         | Division 1 (D1) |
| Division 1 (D1) | AS Saint-Étienne       | 2 - 1 | 3 - 2 | 1 - 1          | FC Nantes              | Division 1 (D1) |
| Division 1 (D1) | Olympique lyonnais     | 4 - 2 | 4 - 4 | 0 - 2, 3-4 tab | FC Sochaux-Montbéliard | Division 1 (D1) |

## Demi-finale
| Division        | Club             | Score | Club                   | Division        |
| --------------- | ---------------- | ----- | ---------------------- | --------------- |
| Division 1 (D1) | AS Saint-Étienne | 1 - 0 | Stade de Reims         | Division 1 (D1) |
| Division 1 (D1) | AS Monaco FC     | 1 - 0 | FC Sochaux-Montbéliard | Division 1 (D1) |

## Finale
| Entraîneur :  |
| Robert Herbin |

| Entraîneur : |
| Ruben Bravo  |

| Entraîneur :  |
| Robert Herbin |

| Entraîneur : |
| Ruben Bravo  |